# Фан-сайт
Фан-сайт (также фанатский сайт, англ. fansite) — веб-сайт, созданный и поддерживаемый фанатами или приверженцами какого либо предмета, знаменитости или отдельного культурного явления. Таким явлением может быть книга, телевизионная передача, фильм, журнал комиксов, музыкальный коллектив, спортивная команда, игра и тому подобное.
Фан-сайты могут содержать специализированную информацию по теме (например, список эпизодов, биографию, повествование о сюжетной линии), изображения, собранные из различных источников, свежие новости, раздел загрузки медиа-контента, ссылки на другие похожие фан-сайты, а также форумы и доски обсуждений, где фанаты могут найти общение друг с другом на тему их общего интереса. Зачастую принимают форму блогов, где первым делом выделяются свежие новости, нежели информация по теме. Часто включают в себя галереи фото и видео, а также могут являться «аффилиатами» (партнерами) других фан-сайтов.
Фанлистинги — это ещё один тип фан-сайтов, но они имеют более простой вид и создаются просто с целью перечислить фанатов чего-либо. Фактически, многие из них не содержат большого количества информации, разве что дают лишь небольшое представление о теме. Они создаются с расчётом на то, что посетители уже будут знакомы с данной тематикой. Так или иначе, некоторые фанлистинги могут являться частью большого фан-сайта, просто с целью расширения возможностей фэндома. Большинство фанлистингов — неофициальные.
На многих сайтах используются и другие способы расширения возможностей: создание сообществ, социальных сетей и тому подобное. В реальности же, в ранних 2010-х независимо-управляемые фан-сайты были вытеснены группами на Facebook и ВКонтакте.
Большинство фан-сайтов неофициальные, но есть немногие, поддерживаемые официально. В последнем случае оплата за содержание сайта и труд создателей финансируется теми людьми, чьей деятельности посвящён сайт. Для заявления о том, что сайт неофициальный, многие веб-мастеры помещают дисклеймер на видное место их сайта, которые иногда включают в себя заметку об авторских правах на сайт. Многие знаменитости предпочитают создавать и управлять своими собственными фан-сайтами с целью отслеживания содержимого и, вероятно, для поднятия собственных просмотров. Они нанимают собственных веб-мастеров и являются правообладателями содержимого их сайтов.